# La Torre (Canet d'Adri)
La Torre és una masia de Canet d'Adri a la comarca del Gironès declarada bé cultural d'interès nacional.

## Descripció
La masia és una construcció de planta rectangular desenvolupada en planta baixa, pis i golfes. La coberta és de teula àrab a dues vessants. Les parets portants són de maçoneria arrebossada a les façanes exteriors, que deixen a la vista els carreus que emmarquen les obertures i les cantonades. La porta principal està formada per dovelles, segurament un element original del gòtic, i les finestres del pis amb llindes i brancals de carreus bisellats. Els ampits són de pedra motllurada i descansen sobre carreus. A la façana est es conserven diverses espitlleres. Interiorment s'estructura amb tres crugies perpendiculars a façana.
La torre és de planta quadrangular, situada a l'angle sud, i és l'únic element defensiu visible. La coberta és a dues aigües i presenta diverses obertures fetes en un moment posterior a la construcció. Dos contraforts l'apuntalen per les façanes sud i est.
El paller és de construcció auxiliar de planta rectangular i coberta de teula a dues vessants. Interiorment s'estructura en dos nivells. S'accedeix al pis per una escala exterior de pedra. Les parets portants són de maçoneria amb carreus a les cantonades. L'estructura dels sostres és feta amb un bigam de tirada doble, perpendicular a la façana principal, sostingut per una jàssera central i una altra a pla de façana. La façana del paller està tapiada amb maçoneria i presenta un gran arc central a la planta baixa i un de menor mida al pis superior, fets amb rajol col·locat a plec de llibre.